# Conte di Pollenzo
Conte di Pollenzo fu il titolo assunto dall'ex re Vittorio Emanuele III dopo l'abdicazione al trono d'Italia del 9 maggio 1946, a favore del figlio Umberto II. Il titolo di Conte di Pollenzo era già stato usato da Vittorio Emanuele III durante la sua gioventù per godere della riservatezza di un titolo poco altisonante e conosciuto, concessogli da re Umberto I in occasione di un viaggio privato in Germania e Austria.

Stemma usato da Vittorio Emanuele III dopo l'abdicazione

## L'abdicazione
Vittorio Emanuele III era riluttante all'abdicazione e anche i partiti politici del C.L.N. preferirono non insistere con il re, che nel frattempo aveva delegato le sue funzioni al figlio Umberto, cedendogli la Luogotenenza del Regno e conservando solo il titolo di sovrano. Nel maggio 1946 l'abdicazione fu vista dagli ambienti monarchici come l'unica possibilità per scindere le sorti di Casa Savoia da quelle del regime fascista.
L'abdicazione avvenne a Napoli, presso la residenza di Villa Rosebery. In base alla legge Attribuzioni e prerogative del Capo del Governo, le funzioni di Notaio della Corona sarebbero spettate al capo del Governo, ma si ritenne opportuno non rivolgersi a De Gasperi per ricevere un atto che incontrava l'opposizione di molte forze politiche; di conseguenza, la legalizzazione della firma del re fu certificata da un notaio professionista con studio a Napoli.
Dopo l'abdicazione, il re prese il titolo di conte di Pollenzo e, insieme alla regina Elena, si trasferì in Egitto, nella città di Alessandria, ospite di re Faruk.
Il titolo di conte di Pollenzo si riferisce ad una località del comune di Bra, Provincia di Cuneo, feudo che nel Settecento apparteneva alla famiglia Romagnano, ma poi era passata ai Savoia. Carlo Alberto vi aveva costruito uno splendido castello e il re Vittorio Emanuele III vi custodiva la sua celebre raccolta numismatica, "la più grande passione della sua vita", donata in seguito allo Stato Italiano.

## I motivi della scelta
La scelta, dopo l'abdicazione, di un titolo non molto conosciuto per un sovrano che vantava una lista lunghissima di altri titoli apparve singolare. Pollenzo era una residenza reale (attualmente considerata patrimonio dell'umanità dall'UNESCO) e, anche se non tra le principali, era stata molto amata da Carlo Alberto. Il re vi aveva fatto custodire la sua celebre collezione di monete. Del resto si era già verificato un illustre precedente: il bisnonno Carlo Alberto di Savoia, abdicando dopo la battaglia di Novara a favore del figlio Vittorio Emanuele II, aveva assunto il titolo di Conte di Barge.

## La morte e l'eredità
Il sovrano, ora conte di Pollenzo, morì il 28 dicembre 1947, quattro giorni prima dell'entrata in vigore della Costituzione repubblicana. In tale circostanza, il patrimonio reale non poté, dopo la sua scomparsa, passare interamente allo stato italiano per effetto della XIII disposizione transitoria e finale della Costituzione, che al III comma recita:
"I beni esistenti nel territorio nazionale degli ex re di Casa Savoia, delle loro consorti e dei loro discendenti maschi sono avocati allo stato. I trasferimenti e le costituzioni di diritti reali sui beni stessi che siano avvenuti dopo il 2 giugno 1946, sono nulli". Con la morte del re, infatti, si era aperta la successione ordinaria e le quote delle principesse non poterono essere avocate allo stato, sorte toccata alla sola quota del re Umberto II.

## Gli altri titoli
La scelta di usare, dopo l'abdicazione, il titolo di conte di Pollenzo ricalcava quella di Carlo Alberto di usare quella di conte di Barge. Del resto i sovrani sabaudi avevano un lungo elenco di titoli fra i quali scegliere.
L'elenco dei titoli è il seguente:
Sua Maestà Vittorio Emanuele III, per grazia di Dio e per volontà della Nazione,
- Re d'Italia,
- Re di Albania (a cui aveva rinunciato dopo la seconda guerra mondiale),
- Imperatore d'Etiopia (a cui aveva rinunciato dopo la seconda guerra mondiale),
- Re di Sardegna,
- Re di Gerusalemme, di Cipro e d'Armenia,
- Duca di Savoia,
- Duca d'Aosta,
- Duca di Genova,
- Duca di Monferrato,
- Duca di Piacenza,
- Duca del Chiablese,
- Duca del Genevese,
- Duca di Carignano Ivoy,
- Principe e Vicario Perpetuo del Sacro Romano Impero,
- Principe di Carignano,
- Principe d'Acaia,
- Principe di Piemonte,
- Principe di Oneglia,
- Principe di Poirino,
- Principe di Trino,
- Principe di Carmagnola,
- Principe di Montmélian,
- Principe di Arbin,
- Principe di Francin,
- Principe di Masserano,
- Principe di Crescentino,
- Principe di Dronero,
- Principe di Chieri,
- Principe di Riva presso Chieri,
- Principe di Banna,
- Principe di Bene,
- Principe di Bra,
- Principe di Busca,
- Principe Balì del Ducato d'Aosta,
- Marchese di Susa,
- Marchese di Ivrea,
- Marchese di Saluzzo,
- Marchese di Ceva,
- Marchese di Maro,
- Marchese di Cesena,
- Marchese di Savona,
- Marchese di Tarantasia,
- Marchese di Borgomanero,
- Marchese di Cureggio,
- Marchese di Oristano,
- Marchese di Caselle,
- Marchese di Rivoli,
- Marchese di Pianezza,
- Marchese di Govone,
- Marchese di Salussola,
- Marchese di Racconigi con Tegerone,
- Marchese di Migliabruna,
- Marchese di Motturone,
- Marchese di Cavallermaggiore,
- Marchese di Marene,
- Marchese di Modane,
- Marchese di Lanslebourg,
- Marchese di Livorno Ferraris, di Santhià,
- Marchese di Agliè,
- Marchese di Centallo,
- Marchese di Demonte,
- Marchese di Desana,
- Marchese di Ghemme,
- Marchese di Vigone,
- Marchese di Villafranca,
- Marchese in Italia,
- Marchese di Roccavione,
- Marchese di Peveragno,
- Marchese di Boves,
- Conte di Torino,
- Conte di Asti,
- Conte di Moriana,
- Conte di Barge,
- Conte di Villafranca,
- Conte di Nizza,
- Conte di Tenda,
- Conte di Ginevra,
- Conte di Bairo,
- Conte di Oregno,
- Conte di Alessandria,
- Conte di Novara,
- Conte di Romont,
- Conte di Tortona,
- Conte di Bobbio,
- Conte di Soissons,
- Conte di Sant'Antioco,
- Conte di Pollenzo,
- Conte di Roccabruna,
- Conte di Tricerro,
- Conte di Bairo,
- Conte di Ozegna,
- Conte del Goceano,
- Conte dell'Apertole,
- Conte di Sarre,
- Conte dell'Impero Francese,
- Conte di Vigevano,
- Conte di Noyon,
- Conte di Belley,
- Conte di Salmorence,
- Conte d'Oirado,
- Conte di Bredulo,
- Conte di Albenga,
- Conte di Moncalieri,
- Conte di Valence e Die,
- Conte di Richmond,
- Visconte e Signore di Chambéry,
- Barone del Faucigny,
- Barone del Vaud,
- Barone di Varisella,
- Signore Superiore di Monaco, di Roccabruna e 11/12 di Mentone,
- Signore di Vercelli,
- Signore di Pinerolo,
- Signore della Lomellina,
- Signore della Valsesia,
- Signore d'Arvillars,
- Signore di Mulette,
- Signore di Collegno,
- Signore di Bernezzo,
- Signore di Allezzano,
- Signore di Genola,
- Signore di Pancalieri,
- Signore di Covorre,
- Signore di Bugey,
- Signore di Cornillon,
- Signore di Coligny,
- Signore di Meudon,
- Signore di Villanova
- Signore di Chillon,
- Signore di Bard,
- Signore di Crest,
- Signore di Chamasson,
- Signore di Corcelle,
- Signore di Boon,
- Signore di Balme,
- Signore di Cluse,
- Signore di Montagny,
- Signore di Grospurg,
- Signore di Bressa,
- Signore di Bougé,
- Signore di Seyssel,
- Signore d'Egle,
- Signore d'Aubonne,
- Signore di Vingel,
- Signore d'Arlod,
- Signore di Gruyères,
- Signore di Vivey,
- Signore di Port Valeys,
- Signore di Corbière,
- Signore di Ponto in Ogo,
- Signore di Torre del Pino,
- Signore di Talavier,
- Signore di Clées,
- Signore di Baleyson,
- Signore di Lanzin,
- Signore di Belmont,
- Signore di Arcanciel,
- Signore di Yllens,
- Signore di Charosse,
- Signore di Dorches,
- Signore di Cronay,
- Signore di Palesiex,
- Nobile Uomo e Patrizio di Venezia,
- Patrizio di Ferrara